# Giro dei Paesi Bassi 2004
Il Giro dei Paesi Bassi 2004, quarantaquattresima edizione della corsa, si svolse dal 24 al 28 agosto 2004 su un percorso di 910 km ripartiti in 6 tappe, con partenza da Oudenbosch e arrivo a Landgraaf. Fu vinto dall'olandese Erik Dekker della squadra Rabobank davanti al russo Vjačeslav Ekimov e al belga Marc Wauters.

## Tappe
| Tappa  | Data      | Percorso                        | km    | Vincitore di tappa  | Leader cl. generale |
| ------ | --------- | ------------------------------- | ----- | ------------------- | ------------------- |
| 1ª     | 24 agosto | Oudenbosch > Hoorn              | 200,3 | Max van Heeswijk    | Max van Heeswijk    |
| 2ª     | 25 agosto | Bolsward > Nijverdal            | 182,5 | Max van Heeswijk    | Max van Heeswijk    |
| 3ª     | 26 agosto | Kleve > Goch                    | 86,2  | Alessandro Petacchi | Max van Heeswijk    |
| 4ª     | 26 agosto | Goch > Goch (cron. individuale) | 22,2  | Vjačeslav Ekimov    | Vjačeslav Ekimov    |
| 5ª     | 27 agosto | Düsseldorf > Sittard-Geleen     | 221,9 | Leon van Bon        | Vjačeslav Ekimov    |
| 6ª     | 28 agosto | Sittard-Geleen > Landgraaf      | 197   | Erik Dekker         | Erik Dekker         |
| Totale | Totale    | Totale                          | 910   |                     |                     |

## Dettagli delle tappe

### 1ª tappa
- 24 agosto: Oudenbosch > Hoorn – 200,3 km

| Pos. | Corridore         | Squadra       | Tempo    |
| ---- | ----------------- | ------------- | -------- |
| 1    | Max van Heeswijk  | US Postal     | 4h34'50" |
| 2    | Francesco Chicchi | Fassa Bortolo | s.t.     |
| 3    | Aurélien Clerc    | Quick Step    | s.t.     |

| Pos. | Corridore         | Squadra         | Tempo    |
| ---- | ----------------- | --------------- | -------- |
| 1    | Max van Heeswijk  | US Postal       | 4h34'40" |
| 2    | Francesco Chicchi | Fassa Bortolo   | a 4"     |
| 3    | Tony Bracke       | Landbouwkrediet | s.t.     |

### 2ª tappa
- 25 agosto: Bolsward > Nijverdal – 182,5 km

| Pos. | Corridore        | Squadra    | Tempo    |
| ---- | ---------------- | ---------- | -------- |
| 1    | Max van Heeswijk | US Postal  | 4h11'36" |
| 2    | Alexandre Usov   | Phonak     | s.t.     |
| 3    | Stefan van Dijk  | Lotto-Domo | s.t.     |

| Pos. | Corridore         | Squadra       | Tempo    |
| ---- | ----------------- | ------------- | -------- |
| 1    | Max van Heeswijk  | US Postal     | 8h46'06" |
| 2    | Alexandre Usov    | Phonak        | a 14"    |
| 3    | Francesco Chicchi | Fassa Bortolo | s.t.     |

### 3ª tappa
- 26 agosto: Kleve > Goch – 86,2 km

| Pos. | Corridore           | Squadra       | Tempo    |
| ---- | ------------------- | ------------- | -------- |
| 1    | Alessandro Petacchi | Fassa Bortolo | 1h58'53" |
| 2    | Lars Michaelsen     | CSC           | s.t.     |
| 3    | Luciano Pagliarini  | Lampre        | s.t.     |

| Pos. | Corridore        | Squadra   | Tempo     |
| ---- | ---------------- | --------- | --------- |
| 1    | Max van Heeswijk | US Postal | 10h44'59" |
| 2    | Eric Baumann     | T-Mobile  | a 13"     |
| 3    | Alexandre Usov   | Phonak    | a 14"     |

### 4ª tappa
- 26 agosto: Goch > Goch (cron. individuale) – 22,2 km

| Pos. | Corridore        | Squadra   | Tempo  |
| ---- | ---------------- | --------- | ------ |
| 1    | Vjačeslav Ekimov | US Postal | 26'03" |
| 2    | Marc Wauters     | Rabobank  | a 9"   |
| 3    | Floyd Landis     | US Postal | s.t.   |

| Pos. | Corridore        | Squadra   | Tempo     |
| ---- | ---------------- | --------- | --------- |
| 1    | Vjačeslav Ekimov | US Postal | 11h11'22" |
| 2    | Marc Wauters     | Rabobank  | a 9"      |
| 3    | Floyd Landis     | US Postal | s.t.      |

### 5ª tappa
- 27 agosto: Düsseldorf > Sittard-Geleen – 221,9 km

| Pos. | Corridore        | Squadra         | Tempo    |
| ---- | ---------------- | --------------- | -------- |
| 1    | Leon van Bon     | Lotto-Domo      | 5h10'28" |
| 2    | Marc Streel      | Landbouwkrediet | a 1'06"  |
| 3    | Manuel Quinziato | Lampre          | a 1'43"  |

| Pos. | Corridore        | Squadra   | Tempo     |
| ---- | ---------------- | --------- | --------- |
| 1    | Vjačeslav Ekimov | US Postal | 16h23'37" |
| 2    | Marc Wauters     | Rabobank  | a 9"      |
| 3    | Erik Dekker      | Rabobank  | a 12"     |

### 6ª tappa
- 28 agosto: Sittard-Geleen > Landgraaf – 197 km

| Pos. | Corridore      | Squadra  | Tempo    |
| ---- | -------------- | -------- | -------- |
| 1    | Erik Dekker    | Rabobank | 4h58'16" |
| 2    | Marc Wauters   | Rabobank | s.t.     |
| 3    | Fabrizio Guidi | CSC      | s.t.     |

| Pos. | Corridore        | Squadra   | Tempo     |
| ---- | ---------------- | --------- | --------- |
| 1    | Erik Dekker      | Rabobank  | 21h21'52" |
| 2    | Vjačeslav Ekimov | US Postal | a 1"      |
| 3    | Marc Wauters     | Rabobank  | a 4"      |

## Classifiche finali

### Classifica generale
| Pos. | Corridore        | Squadra                          | Tempo     |
| ---- | ---------------- | -------------------------------- | --------- |
| 1    | Erik Dekker      | Rabobank                         | 21h21'52" |
| 2    | Vjačeslav Ekimov | US Postal Service                | a 1"      |
| 3    | Marc Wauters     | Rabobank                         | a 4"      |
| 4    | Bart Voskamp     | Chocolade Jacques-Wincor Nixdorf | a 20"     |
| 5    | Bobby Julich     | Team CSC                         | a 21"     |
| 6    | Frank Høj        | Team CSC                         | a 34"     |
| 7    | Rolf Aldag       | T-Mobile                         | a 35"     |
| 8    | Cyril Dessel     | Phonak Hearing Systems           | a 44"     |
| 9    | László Bodrogi   | Quick Step                       | s.t.      |
| 10   | Marco Pinotti    | Lampre                           | a 49"     |